# Цигани лете у небо (представа)
Цигани лете у небо је позоришна представа, тј. мјузикл који се више деценија игра у склопу репертара Позоришта на Теразијама. Премијера ове представе била је 17.04.2004. године. Представу је до 2018. године, како на матичној сцени, тако и на бројним гостовањима видело око 200 000 гледалаца.

## О представи
Овај мјузикл је урађен у режији Владимира Лазића.
Драмска прича овог мјузикла, настаје адаптацијом приповетке Макар Чудра Максима Горког (аутор Ивана Димић).
Приповетка је класичан образац “дупле експозиције”. Горки даје Макару Чудри улогу приповедача да би испричао зачудну историју фаталне љубави између Лојка Зобара и Раде. Горкијеви Роми носе у себи елементе романтичарских легенди. Њих аутор среће за време лутања бескрајним просторима своје домовине Русије. Његови јунаци лишени су друштвених догми и лако прекорачују норме друштвеног понашања, јер не зависе судбински од материјалних добара. Дакле, они су потпуно слободни. Новелистички ликови Горког - Макар Чудра и старица Изергил, Лојко Зобар и прелепа ромкиња Рада – јесу поносни, смели и снажни људи који су супростављени понизним, ропским и слабим. Такви ликови, такви људи и такви Цигани, само и могу “да лете у небо”. Земља је за њих претесна.
Глумци попут Милана Милосављевића, Драгана Вујића Вујкета и Веселина Стијовића, Љиљане Стјепановић играли су и у претходној поставци ове представе 1988. године.
Мјузикл прати руска ромска традиционална музика и кореографија Крунослава Симића, који траје 2 сата и 30 минута.

## Улоге
У представи учествују:
Изергил – Љиљана Стјепановић / Душица Новаковић
Рада – Оливера Бацић / Миона Марковић (од премијере 2004. године до јануара 2020. године улогу Раде играла је Милена Васић, а играла је и Ивана Кнежевић)
Лојко Зобар – Иван Босиљчић/Никола Шурбановић
Талимон – Драган Вујић/ Милан Тубић
Бубуља – Никола Булатовић
Далибог – Милан Антонић
Макар Чудра – Душко Радовић
Данило – Предраг Милетић
Отац Зобар – Милан Босиљчић
Силађи – Бранко Ђурић
Нонка – Татјана Димитријевић
Светлана – Јелена Арсић
Верочка – Снежана Јеремић Нешковић
Русалина – Ана Кораћ
Јулишка – Барбара Милованов
Буча – Мирољуб Турајлија
Поручник – Милан Милосављевић
Проперциум, Швоб – Марко Николић мл.
Балинт – Владан Савић
Председник општине – Александар Дунић
Жена председника општине – Ана Симић
Иштван – Бојан Гавриловић
Балинтова жена – Татјана Матејић
Суђаје: Ана Здравковић, Валентина Павличић, Марија Круљ
Солисти хора: Мирјана Јовановић, Мирјана Матић
Солисти балета: Милан Громилић
Балет: Тамара Афанасијев, Долорес Магделинић, Јелена Вуковић, Елена Громилић, Ива Пјетловић, Славица Пенев, Небојша Громилић, Немања Наумоски, Игор Наумоски, Лидија Новаковић, Игор Грабовица, Ивана Дубовац, Ђорђе Макаревић, Тара Томашић, Милица Тодоровић
Хор: Татјана Николић, Зорица Бошковић, Кристина Савић, Биљана Пековић, Јован Николић, Зоран Дороњски, Воја Орлић, Душан Шида, Марко Богданић, Љубиша Динчић, Александар Новаковић, Бојана Рачић, Татјана Матејић, Мирјана Матић, Марко Пантелић, Милена Моравчевић, Бојан Гавриловић, Ненад Поледица, Миљана Радиновић, Димитрије Цинцар Костић, Филип Чала и Стефан Живановић
Учествује и оркестар Позоришта на Теразијама.
Продуцент: Бранислав Церовић
Инспицијент: Горан Томић
Суфлер: Светозар Удовички
Музика: Јевгениј Дога
Адаптација: Ивана Димић
Кореограф: Крунослав Симић
Сценограф: Герослав Зарић
Костимограф: Снежана Шимић
Диригент: Александар Седлар
Фотограф: Милош Кодемо / Далибор Тонковић